# Mieloide
El terme mieloide indica un origen a la medul·la òssia o la medul·la espinal, o una semblança amb aquestes estructures.
En hematopoesi, es fa servir el terme "cèl·lula mieloide" per descriure qualsevol leucòcit que no sigui un limfòcit. Aquesta terminologia es veu sovint en la classificació dels càncers, especialment la leucèmia.
No se l'ha de confondre amb la "mielina", que és un capa aïllant que cobreix els axons de moltes neurones.